# Héctor Yazalde
Héctor Yazalde (29. květen 1946, Villa Fiorito - 18. červen 1997, Buenos Aires) byl argentinský fotbalista, který nastupoval především na postu útočníka. Měl přezdívku Chirola.
Za argentinskou fotbalovou reprezentaci odehrál 4 zápasy, v nichž vstřelil 2 góly. Zúčastnil se mistrovství světa v Německu roku 1974.
V sezóně 1973/74 nastřílel v dresu Sportingu Lisabon 46 ligových branek, čímž se stal nejen nejlepším střelcem tohoto ročníku portugalské ligy, ale zajistilo mu to i trofej Zlatá kopačka pro nejlepšího ligového střelce Evropy. Dodnes jde o portugalský rekord. Titul nejlepšího kanonýra portugalské nejvyšší soutěže obhájil i v dalším ročníku, tentokrát se 30 góly. V argentinské lize nastřílel 126 branek.
V roce 1970 byl vyhlášen nejlepším fotbalistou Argentiny (v anketě Olimpia de Plata pořádané argentinskou asociací sportovních novinářů - Círculo de Periodistas Deportivos).
Je dvojnásobným mistrem Argentiny, v obou případech s klubem Independiente Avellaneda (1967, 1970). Mistrovský titul získal i v Portugalsku se Sportingem (1973/74). S ním je též dvojnásobným vítězem portugalského poháru (1972/73, 1973/74). S Olympiquem Marseille získal pohár francouzský (1975/76).